# Camino Catalán

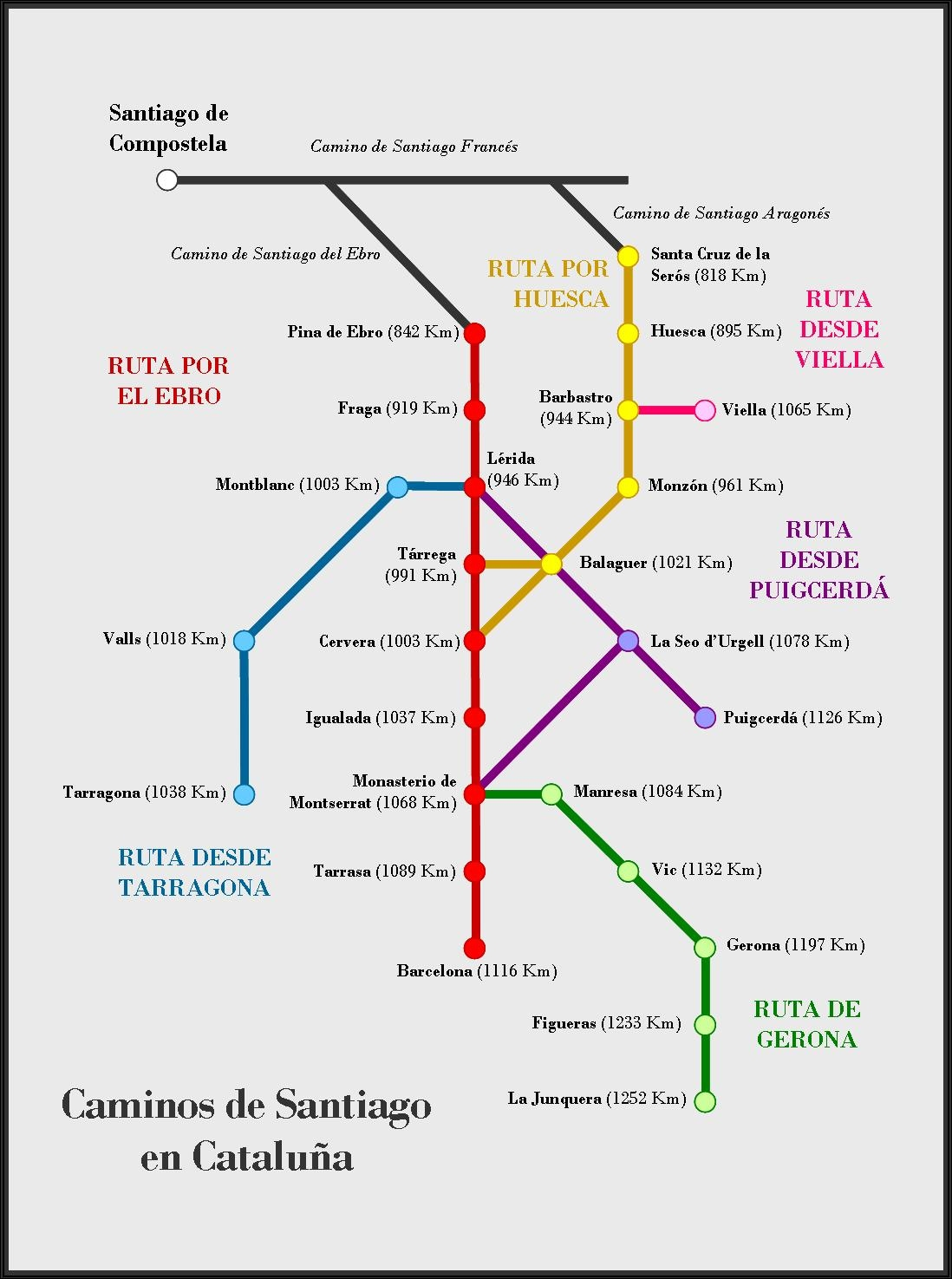
Karte der Jakobswege in Katalonien

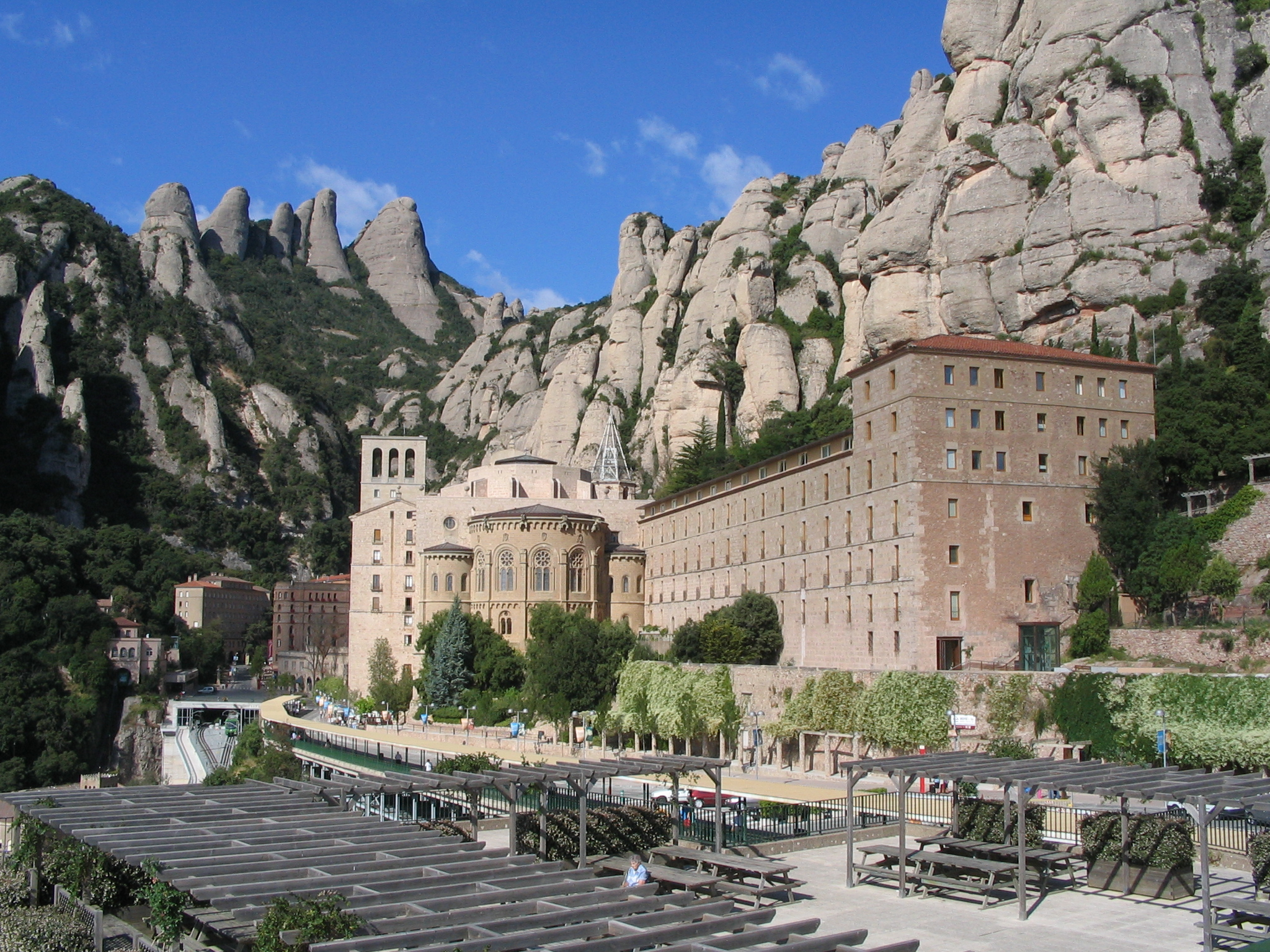
Das Kloster Montserrat ist eine Hauptattraktion auf dem Camino Catalán

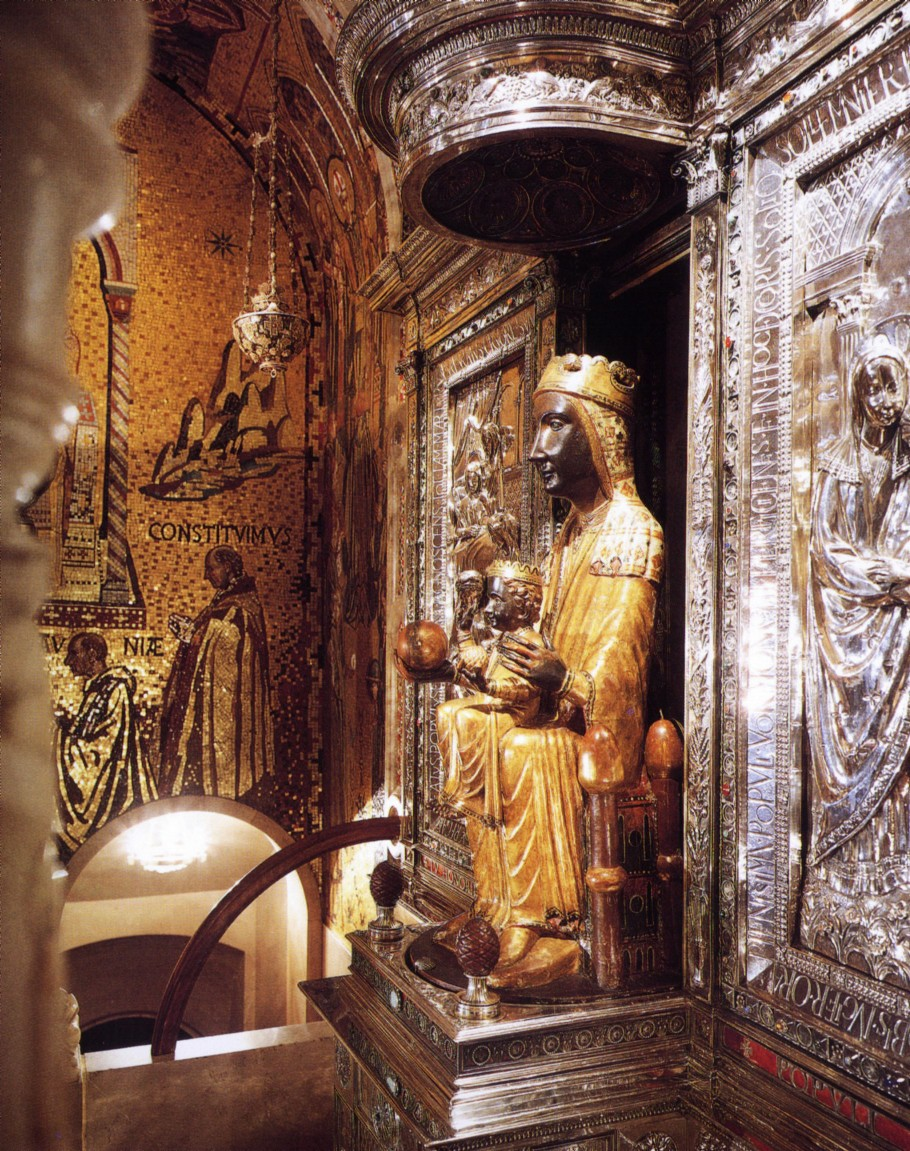
Schwarze Madonna – Unsere Liebe Frau von Montserrat

Als Camino Catalán bzw. Ruta Catalana wird der Jakobsweg durch Katalonien bezeichnet. Er ist eine historisch belegte Wegstrecke der Jakobspilger und verläuft in weiten Teilen entlang der alten Römerstraßen Via Augusta und Via Domitia.

## Verlauf
Der Weg beginnt in Perpignan als Abzweig der Via Tolosana und überquert am Coll de Perthus, den niedrigsten Pass der Pyrenäen. Über La Jonquera führt der Weg in einigem Abstand zur Küste nach Barcelona bzw. Tarragona.
Der Abstecher über das Kloster von Montserrat war für Pilger des Mittelalters ein Umweg von der Hauptroute. Heute jedoch ist das Kloster mit seiner Schwarzen Madonna „Unsere Liebe Frau von Montserrat“ – der Schutzheiligen Kataloniens – eine der bedeutendsten Sehenswürdigkeiten der Region. Von hier startet der markierte Wegabschnitt in Richtung Logroño.
Vom Kloster Montserrat führt der Weg nach Lleida. Im weiteren Verlauf verbindet sich der Camino Catalán mit der Ruta de Ebro und führt über Saragossa nach Logroño, wo die Ruta Catalana in den Hauptweg Camino Francés einmündet.
Der Camino Catalán hat zahlreiche Varianten von ebenfalls historischer Bedeutung, die jedoch weniger gut ausgebaut sind.

## Markierungsstatus und Infrastruktur
Die Strecke zwischen Perpignan und Barcelona ist nur sporadisch markiert. Pilgerherbergen sind nicht vorhanden. Ab dem Kloster Montserrat wird der Hauptweg von der Jakobusgesellschaft von Sabadell betreut und ist durchgängig bis Logroño markiert. Er weicht dabei in einigen Abschnitten geringfügig von der historischen Strecke ab. In seinem Verlauf gibt es zurzeit sechs Pilgerherbergen (Stand 2008).